# غرانت رايس
غرانت رايس (بالإنجليزية: Grant Rice)‏ هو دراج أسترالي، ولد في 14 مايو 1968.

## وصلات خارجية
- غرانت رايس على موقع إحصائيات الدراجات الإحترافية (الإنجليزية)
- غرانت رايس على موقع أوليمبيديا (الإنجليزية)
- غرانت رايس على موقع اللجنة الأولمبية الأسترالية (الإنجليزية)